# Glykon

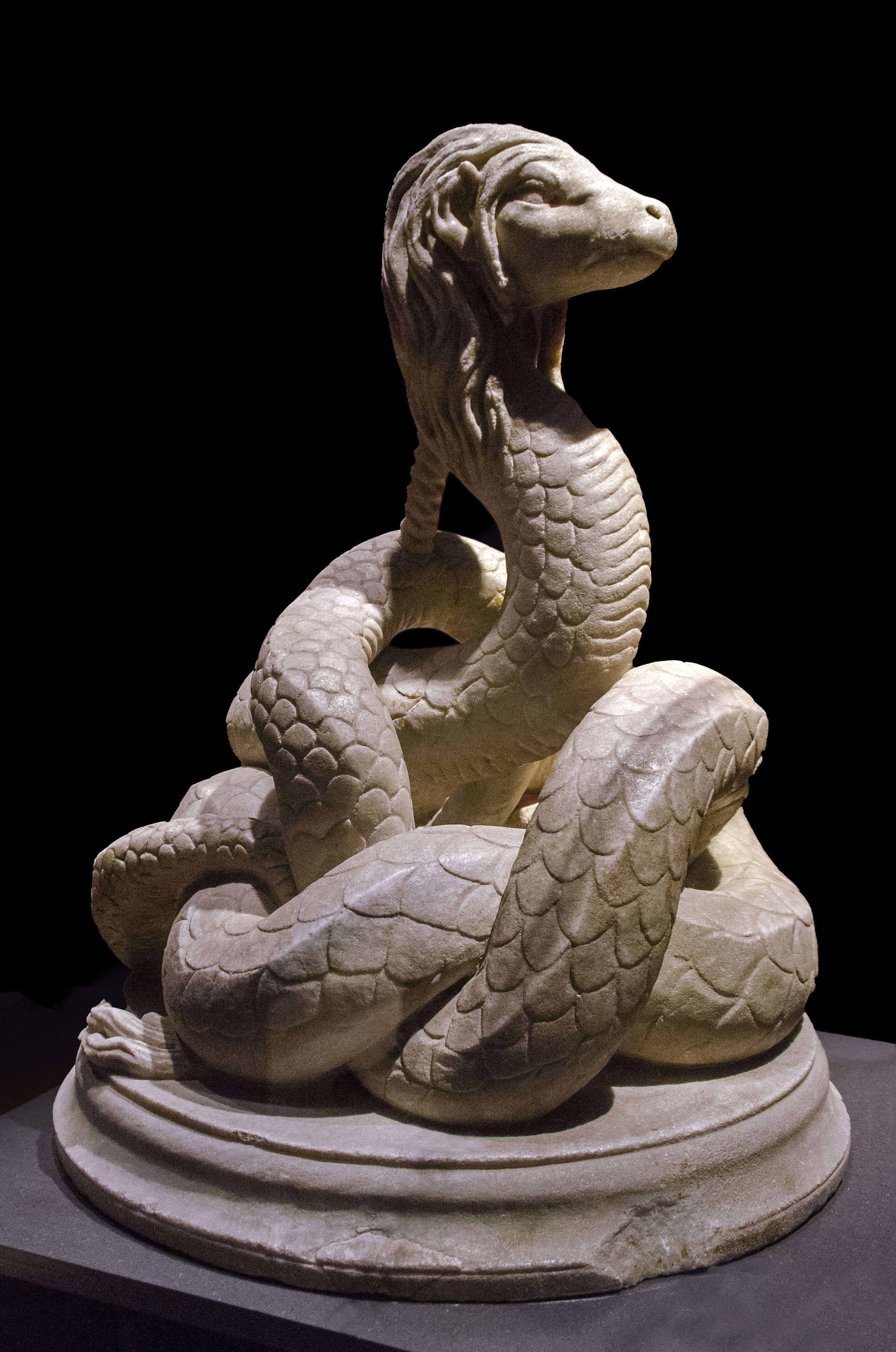
Statuetă a șarpelui Glykon din secolul al II-lea, descoperită pe teritoriul orașului Constanța și expusă la Muzeul de Istorie Națională și Arheologie din Constanța

Glykon este o zeitate cu înfățișare de șarpe din mitologia romană, al cărui cult a fost fondat de profetul grec Alexandru din Abonutichus. 
Potrivit scriitorului satiric Lucian din Samosata (Λουκιανός Σαμοσατεύς; c.120-c.190), de la care provine singura referință literară cu privire la zeitate, cultul șarpelui-zeu Glykon datează de la jumătatea secolului al II-lea d.Hr. 
Lucian de Samosata i-a dedicat șarlatanului, autointitulat "profet", un pamflet foarte ostil (totodată amuzant) intitulat " Alexandru, falsul profet" ('Aλέξανδρος ή Ψευδόμαντις), scriind că zeitatea inventată era de fapt o păpușă. Cultul lui Glykon și-a găsit în prezent un adept în persoana scriitorului englez Alan Moore.

## Șarpele-zeu în mitologia macedoneană
Cultul nu a fost doar o simplă plăsmuire a imaginației satirice a lui Lucian. Există dovezi arheologice solide care atestă practicarea cultului, care, probabil, a apărut în provincia romană Macedonia, unde culte similare ale șerpilor existau de secole. 
Macedonenii credeau că șerpii aveau puteri magice, legate de fertilitate, și există o bogată mitologie pe această temă, ca de exemplu povestea reginei Olympia, mama lui Alexandru Macedon, care, potrivit legendelor, a fost fecundată de Zeus, deghizat în șarpe și că ea i-ar fi povestit fiului Alexandru Macedon că tatăl său nu fusese regele Filip al II-lea al Macedoniei, ci însuși Zeus-Amon. 

## Începuturile cultului

Monedă bătută de către împăratul Antoninus Pius (138-161) în cetatea Aboniteichos/Ionopolis din provincia romană Bithynia-Pontus (Asia Minor). Pe aversul monedei este reprezentat chipul împăratului cu o cunună de lauri, iar pe revers este reprezentat un șarpe cu față antropomorfă și cu păr alături de inscripția în greacă ΓΛΥΚΩΝ ΙΩΝΟΠΟΛΕΙΤΩΝ.

Cel puțin la început, cultul nu era legat de adorarea unei abstracții sau a unui spirit al șarpelui, ci a unui șarpe real, în care se credea că s-a reîncarnat divinitatea. Potrivit mitologiei cultului, șarpele-zeu a apărut după ce profetul Alexandru a prezis venirea pe pământ a unei noi reîncarnări a zeului medicinei, Asclepios. 
Într-o după-amiază, în fața populației orașului Abonotichos (astăzi orașul Inebolu) de pe țărmul turcesc al Mării Negre, adunată în piața centrală, Alexandru a spart un ou de șarpe, care conținea, spunea el, divinitatea. O săptămână mai târziu, divinitatea crescuse și ajunsese la dimensiune umană, fiind dotată cu trăsături omenești și având un păr lung și blond. Părea să fie o păpușă cu trăsături omenești, pusă de Alexandru în templul orașului. În anumite reprezentări plastice, Glykon este înfățișat ca șarpe cu cap de păpușă. 
Ca și în cultele anterioare ale șerpilor, din Macedonia, venerarea șarpelui Glykon era axată îndeosebi pe puterea sa de a spori fertilitatea atât la femei, cât și la bărbați. Femeile sterile îi aduceau ofrande în speranța că vor rămâne însărcinate. Din scrierile lui Lucian reiese că profetul Alexandru avea metode mult mai puțin magice decât i se puneau în seamă de a determina femeile să rămână gravide. Se credea de asemenea că șarpele ferea orașele de epidemii, mai ales de ciumă.

## Răspândire și influență

Monedă de bronz bătută de către împăratul Lucius Verus (161-169) în cetatea Aboniteichos/Ionopolis din provincia romană Bithynia-Pontus (Asia Minor). Pe aversul monedei este reprezentat portretul împăratului cu o cunună de lauri, iar pe revers este reprezentat un șarpe cu față antropomorfă și cu păr alături de inscripția în limba greacă ΓΛΥΚΩΝ ΙΩΝΟΠΟΛΕΙΤΩΝ.

Prin jurul anului 160, cultul șarpelui-zeu Glykon era răspândit pe țărmurile Mării Egee. În Antiohia a fost descoperită o inscripție, datând din acea epocă, care preia un text dintr-un oracol al lui Glykon, prin care șarpele și zeul Apollo Phoibos protejau orașul de ciumă, amănunt menționat și în scrierile lui Lucian. Alexandru din Abonutichus și-a proclamat și el legăturile cu marile sanctuare oraculare ale epocii, în special cu cel de la Claros, din apropiere de orașul grec Colophon (Κολοφών). 
În același an, guvernatorul Asiei, Publius Mummius Sisenna Rutilianus, s-a autoproclamat protector al oracolului lui Glykon. Guvernatorul s-a căsătorit ulterior cu fiica lui Alexandru din Abonutichus. Tot conform scrierilor lui Lucian, un alt guvernator roman, Sedatius Severianus, guvernatorul Cappadociei, a fost trimis de oracolul lui Glykon în Armenia, unde avea să moară. El a fost de fapt victimă a înfrângerii în 162 a armatelor sale în fața regelui parților, iar Armenia nu a reintrat în stăpânire romană decât după recucerirea sa de către armatele generalului Statius Priscus, noul guvernator al Capadociei. Însuși împăratul Marcus Aurelius se interesa adesea de cultul Glykon, respectiv de profețiile lui Alexandru și a șarpelui-zeu.
În același timp, Abonutichus, un mic sat pescăresc înainte de a trece la cultul șarpelui-zeu, a devenit un oraș important și și-a schimbat numele în Ionopolis. Nu se cunoaște însă rolul jucat de popularitatea lui Glykon în dezvoltarea orașului.
În scurt timp, cultul șarpelui Glykon s-a extins într-o arie vastă aflată între fluviile Dunărea și Eufrat. Începând cu sfârșitul domniei împăratului roman Antoninus Pius (138-161) și continuând în secolul al III-lea, Imperiul Roman au fost bătute monede pentru a cinsti cultul lui Glykon, atestându-se și prin aceasta popularitatea sa. 
Cultul și-a pierdut treptat adepții, intrând în declin după moartea fondatorului său în jurul anului 170, supraviețuind încă cel puțin 100 ani, pentru a dispărea la începutul secolului al IV-lea. Cultul l-a inclus apoi în mitologia sa și pe fondatorul său, Alexandru din Abonutichus, ca urmaș al lui Asclepios, zeul medicinei. Unele dovezi atestă faptul că acest cult a supraviețuit și în secolul al IV-lea.

## Cultul în prezent
Superstițiile antice legate de șarpele Glykon i-au determinat pe unii cercetători să examineze acest cult și în zilele noastre. Un prieten turc al istoricului olandez Jona Lendering a povestit că, la începutul anilor 1970, când se afla la vânătoare pe dealurile din apropiere de Inebolu, locuitorii din zonă l-au avertizat cu privire la un șarpe magic - arhetip al zeului cu chip de animal.
La toate acestea se adaugă evenimentul din anul 1993 prin care autorul englez de benzi desenate Alan Moore s-a autodeclarat magician și adept al renașterii cultului șarpelui-zeu Glykon. A construit un altar al lui Glykon, combinând experimentele magice cu folosirea drogurilor ușoare. Este acreditată totuși ideea că ar fi vrut să reia ideea pamfletului lui Lucian.

## Statueta descoperită în România

Statuetele descoperite la Tomis.

În primăvara anului 1962, pe teritoriul municipiului Constanța a fost dezgropat un tezaur antic de o valoare deosebită, compus din 24 de piese lucrate în marmură, reprezentând divinități grecești: bustul zeiței Isis (divinitate egipteană, foarte populară la Tomis); șarpele Glykon; grupul statuar Fortuna cu Pontos; aedicula cu reprezentarea zeiței Nemesis; plăci votive cu reprezentarea Cavalerului Trac; basoreliefuri ale lui Hermes, zeul comerțului; statuete ilustrând-o pe zeița Cybele; Selene - Luna în carul tras de doi tauri albi cu care circula pe bolta cerească; Cele trei Grații și Mithras răpunând taurul.

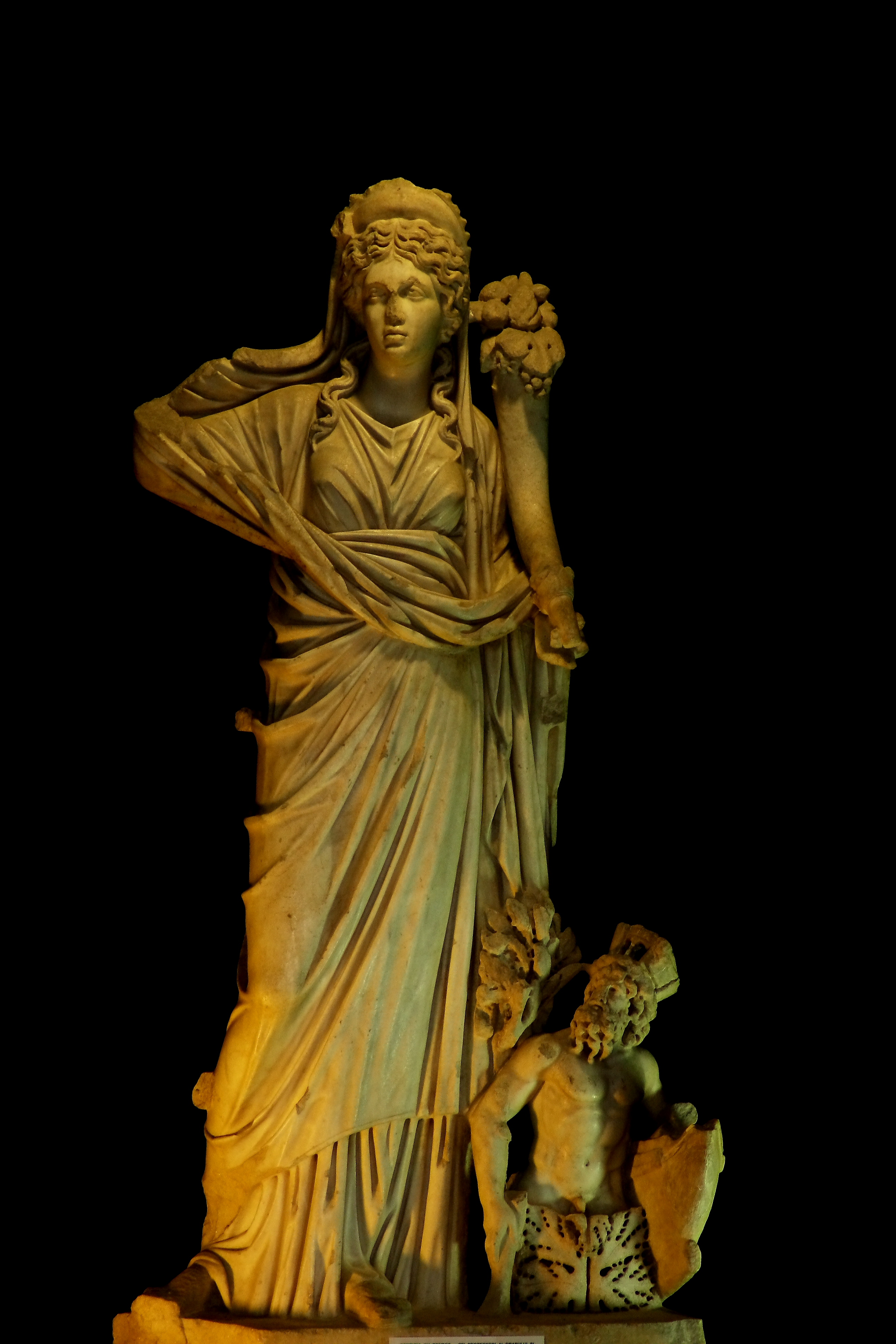
Statueta Fortuna expusă în Tezaurul Muzeului din Constanța

Această descoperire a fost făcută în timpul lucrărilor de modernizare din zona Gării Vechi din Constanța, când vechile șine au fost demontate. În urma excavărilor, a fost scos la iveală capul statuar al zeiței Fortuna. Descoperirea determinat întreruperea lucrărilor și sosirea unui grup de arheologi ca să evalueze tezaurul. Aceștia au efectuat o serie de săpături prin care au mai fost găsite 23 statuete, reprezentând divinități greco-romane, asiatice, egiptene și locale, grupate pe o platformă zidită. 
Descoperirea arheologică este cu atât mai importantă cu cât, printre cele 24 de statui descoperite, se numără și una unică, pe plan mondial: șarpele Glykon, unica statuie de cult a acestei divinități cunoscută până acum în întreg Imperiul Roman și a cărei dimensiuni și măiestrie de realizare sunt impresionante. De studiul reprezentărilor sculpturale ale divinităților s-a ocupat cercetătorul istoric constănțean Zaharia Covacef.
Statueta, care datează din secolul al II-lea, este sculptată, împreună cu postamentul, dintr-un singur bloc de marmură, cu latura de 66 cm, iar dacă ar fi desfășurat, șarpele ar avea 4,76 m lungime. Tehnica de lucru folosită a fost cea de cioplire și șlefuire. Șarpele este reprezentat încolăcit, având bot de miel, păr și urechi omenești și coadă de leu.
Prezența statuetei șarpelui Glykon în tezaurul descoperit în vechea cetate Tomis atestă răspândirea cultului și în cetățile grecești din Dobrogea. Statueta a fost expusă în Sala Tezaur de la parterul Muzeului de Istorie Națională și Arheologie din Constanța.
Ipoteza prin care se identifică statuia ca fiind dedicată cultului zeului Glykon a fost lansată de cercetătorul Alexandru Culcer, într-un studiu publicat în Apulum, anuarul muzeului județean din Alba Iulia. 
În rândul arheologilor și istoricilor există păreri împărțite cu privire la statueta descoperită la Constanța. "Descoperirea tomitană a suscitat un viu interes, datorită aspectului insolit al monumentului. Până în prezent, ipoteza identificării șarpelui tomitan cu Glykon a fost acceptată de cea mai mare parte a cercetărilor. Totuși, unul dintre ultimele studii care s-au făcut asupra monumentului tomitan îl consideră a fi o reprezentare a <Șarpelui ofit>", a declarat muzeografa Cecilia Pașca.
Muzeografa Cecilia Pașca argumentează această concluzie prin aceea că șarpele Glykon putea fi reprezentat oricum, în timp ce Șarpele ofit doar ca acela descoperit la Constanța: cu cap de miel și numai propriu funcției pe care o îndeplinea în cultul ofiților.

## Reprezentarea numismatică a șarpelui Glykon

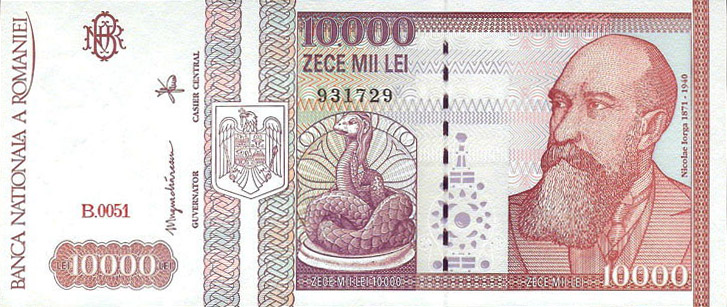
Bancnota de 10.000 lei din anul 1994. Pe avers, în stânga portretului istoricului Nicolae Iorga se află și o reprezentare a șarpelui Glykon.

Principalul cercetător al acestui aspect numismatic a fost specialistul în istorie antică Jona Lendering din Olanda. În urma acestor cercetări s-au descoperit o serie de monede romane pe care sunt reprezentate un șarpe încolăcit, care a fost identificat de unii specialiști cu șarpele-zeu Glykon:
- moneda de bronz bătută de împăratul Antoninus Pius (138-161) în cetatea Aboniteichos/Ionopolis din provincia romană Bithynia-Pontus (Asia Minor). Pe aversul monedei este reprezentat chipul împăratului cu o cunună de lauri, iar pe revers este reprezentat un șarpe cu față antropomorfă și cu păr, alături de inscripția în limba greacă ΓΛΥΚΩΝ ΙΩΝΟΠΟΛΕΙΤΩΝ. Moneda are diametrul de 30 mm și o greutate medie de 15,61 grame. Această monedă mai are două variante: o variantă în care împăratul nu are cunună de lauri, iar șarpele are capul îndreptat în dreapta (diametrul de 30 mm și greutatea medie de 18,22 grame); și o variantă în care împăratul are cunună de lauri, dar șarpele are capul mai mic (diametrul de 24 mm și greutate medie de 7,47 grame).

- moneda de bronz bătută de împăratul Lucius Verus (161-169) în cetatea Aboniteichos/Ionopolis din provincia romană Bithynia-Pontus (Asia Minor). Pe aversul monedei este reprezentat chipul împăratului cu o cunună de lauri, iar pe revers este reprezentat un șarpe cu față antropomorfă și cu păr, alături de inscripția în limba greacă ΓΛΥΚΩΝ ΙΩΝΟΠΟΛΕΙΤΩΝ. Moneda are diametrul de 29 mm și o greutate medie de 16,08 grame.

- moneda bătută de împăratul Decimus Clodius Albinus (196-197) în cetatea Pautalia (astăzi orașul bulgar Kiustendil) din provincia romană Tracia. Pe aversul monedei este reprezentat chipul împăratului, iar pe revers este reprezentat un șarpe încolăcit încercând să înghită o coloană, aflată în dreapta. Potrivit unor cercetători, șarpele este Glykon.

- moneda bătută de împăratul roman Philippus al II-lea, fiul lui Filip Arabul (244-249), în cetatea Tomis Pe aversul monedei sunt reprezentate chipurile cezarului Marcus Julius Severus Philippus (Philippus al II-lea) și al zeului egipteano-grec Serapis, iar pe revers este reprezentat un șarpe cu un cap care radiază (semn al divinității).

Ca urmare a descoperirii unice a statuetei șarpelui Glykon în Constanța, aceasta a început să fie reprezentată și în operele de artă românești. În februarie 1994, Banca Națională a României a pus în circulație bancnota de 10.000 lei, în care, pe avers, în stânga portretului lui Nicolae Iorga, este reprezentată statuia șarpelui Glykon.

## Galerie

Variantă de monedă bătută de împăratul Antoninus Pius, de dimensiune mai mică
Variantă de monedă bătută de împăratul Antoninus Pius, în care împăratul nu are cunună de lauri
Monedă bătută de împăratul roman Clodius Albinus (196-197) în cetatea Pautalia din Tracia

### Texte de Lucian despre Glykon și Alexandru din Abonutichus
- fr  Oeuvres complètes de Lucien de Samosate (0125?-0192?)[nefuncțională – arhivă]
- fr  Lucian, "Alexandre ou le faux prophète", Les belles lettres, Paris, 2003 (reeditare bilingvă a traducerii lui M. Caster)

### Studii despre Glykon și Alexandru din Abonutichus
- fr  F. Cumont, "Alexandre d'Abonotichos. Un épisode de l'histoire du paganisme au IIe siècle de notre ère", Bruxelles, 1887
- fr  M. Caster,  "Études sur Alexandre ou le faux prophète", Paris, 1938 (text, traducere și comentariu)
- fr  L. Robert, "À travers l'Asie Mineure. Poètes, prosateurs, monnaies grecques, voyageurs et géographie", Paris, 1980, p. 393-436 și "Le serpent Glycon d'Abonouteichos à Athènes et Artémis d'Éphèse à Rome", în: Opera minora selecta, V, Amsterdam, 1989, p. 747-13
- en  M. S. Kos, "Draco and the survival of the snake cult in the central Balkans", în: Tyche, nr. 6, 1991

### Studii mai generale privind contextul religios al epocii
- fr  P. Brown, "Genèse de l'antiquité tardive", Paris, 1978
- en  Christopher P. Jones, "Culture and Society in Lucian", Harvard University Press, 1986
- en  Robin Lane Fox, "Pagans and Christians in the Mediterranean World, Penguin, Harmondsworth, 1986
- fr  Aelius Aristide, Lucien, Apulée: trois témoins du sentiment religieux dans l'Empire romain au IIe s. ap. J.-C. (pdf)[nefuncțională]